# Hure
Hure é uma comuna francesa na região administrativa da Nova Aquitânia, no departamento da Gironda. Estende-se por uma área de 7,06 km². Em 2010 a comuna tinha 535 habitantes (densidade: 75,8 hab./km²).